# Malapterurus tanoensis
Malapterurus tanoensis är en fiskart som beskrevs av Roberts 2000. Malapterurus tanoensis ingår i släktet Malapterurus och familjen Malapteruridae. IUCN kategoriserar arten globalt som starkt hotad. Inga underarter finns listade i Catalogue of Life.